# کاوانیشی، یاماگاتا
کاوانیشی، یاماگاتا (به لاتین: Kawanishi, Yamagata) یک منطقهٔ مسکونی در ژاپن است که در Higashiokitama District واقع شده‌است. کاوانیشی ۱۶۶٫۴۶ کیلومترمربع مساحت و ۱۶٬۴۴۹ نفر جمعیت دارد.